# François Duris-Dufresne
Cet article possède un paronyme, voir François Dufrêne.
François Duris-Dufresne est un homme politique français né le 23 décembre 1769 à Châteauroux et décédé le 3 novembre 1837 à Paris.

## Biographie
Officier d'infanterie en 1791, puis de cavalerie en 1792, il est officier municipal à Châteauroux en 1796 puis conseiller d'arrondissement en 1799. Rallié à l'Empire, il est membre du corps législatif de 1804 à 1809. Il est député de l'Indre de 1827 à 1834, siégeant à gauche et signant l'adresse des 221. D'abord favorable à la Monarchie de Juillet, il passe ensuite dans l'opposition.
Sa mort reste mystérieuse : son corps a été retrouvé dans la Seine, à Paris.
Sa tombe se trouve au cimetière Saint-Denis de Châteauroux.